# Tom Jones (romanzo)
Tom Jones (The History of Tom Jones, a Foundling) è un romanzo dello scrittore inglese Henry Fielding, pubblicato il 28 febbraio 1749. Riconosciuto tra i primissimi testi inglesi classificati come romanzo, è a sua volta sia romanzo di formazione sia romanzo picaresco. La sua struttura risulta altamente organizzata, nonostante la sua lunghezza. Samuel Taylor Coleridge opinò che esso possieda uno dei tre più perfetti intrecci mai pianificati, assieme ad Edipo re di Sofocle e L'alchimista di Jonson. Divenne prestissimo un best seller, con quattro edizioni pubblicate nel solo primo anno d'uscita. L'opera influenzò profondamente la letteratura inglese successiva ed è tuttora considerato il migliore libro di Fielding ed un influente romanzo di lingua inglese.

## Trama

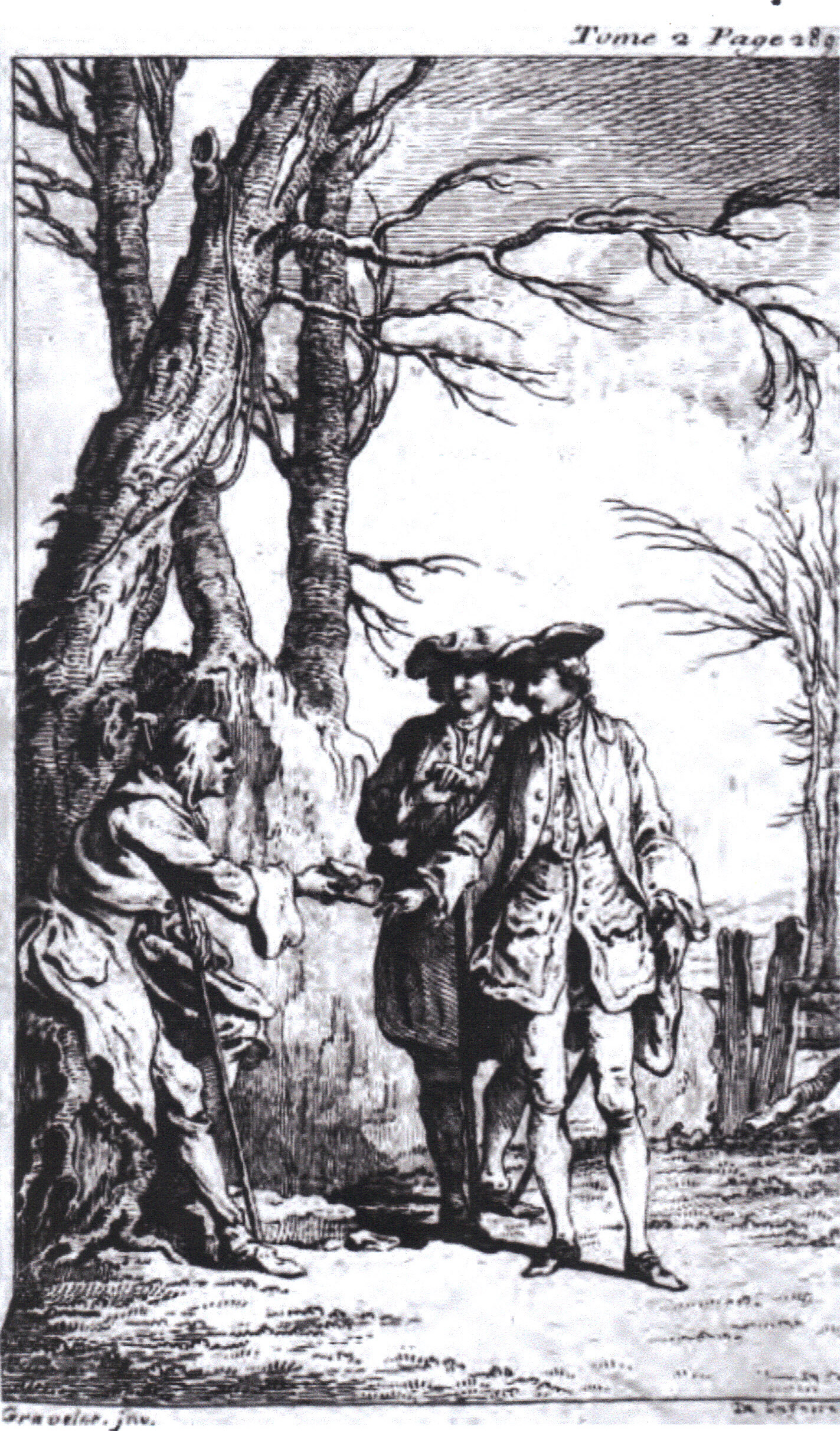
Jean Baptiste Delafosse, Tom Jones, da un'incisione di Hubert-François Gravelot

Tom Jones è un trovatello accolto e allevato da un ricco e magnanimo gentiluomo di campagna, Mr Allworthy. Circondato da persone viscide e disoneste, Tom viene messo in cattiva luce agli occhi del suo stesso benefattore ed è costretto a scappare da casa quando si rende conto che il suo amore per Sophia, figlia del vicino di casa Squire Western, è contrastato da quest'ultimo, che non vuole concedere la mano di sua figlia a un trovatello. Seguono varie avventure nel viaggio che va dal Somerset fino a Londra. Rifugiatosi nella capitale, Tom finisce in prigione per aver ferito un uomo e, pur essendo un ragazzo onesto e generoso, non riesce a resistere ai vizi e alle tentazioni che gli si presentano e tradisce così più volte la sua amata Sophia. Le diverse trame ordite a danno di Tom verranno però rivelate e infine Tom Jones fa ritorno a casa. Allworthy riabbraccia Tom dopo aver scoperto che è in realtà suo nipote, nominandolo suo erede, mentre il padre di Sophia acconsentirà al matrimonio.

## Edizioni

### Edizioni italiane
- Tom Jones, trad. di Decio Pettoello, 2 voll., Collana I Grandi Scrittori Stranieri, Torino, UTET, 1954; 2 voll., Saggio introduttivo di William Empson, Collana UEF, Milano, Feltrinelli, 1964; Collana UEF. I Classici, 1991-2021.
- Storia di Tom Jones, trovatello, 3 voll., trad. Laura Marchiori, BUR, Milano, Rizzoli, 1964; Introduzione di Attilio Brilli, Collana Classici, BUR, 1999, ISBN 978-88-171-7265-3.
- Storia di Tom Jones, un trovatello, trad. Pina Sergi, Firenze, Sansoni, 1966.
- Tom Jones. Storia di un trovatello, trad. e note di Ada Prospero, revisione e Introduzione di Carlo Pagetti, Collana I grandi libri, Milano, Garzanti, 1995.
- Tom Jones, trad. M. Ricci Miglietta, Collana I Classici Classici, Milano, Frassinelli, 2003, ISBN 978-88-768-4718-9; Collana Oscar Classici, Milano, Mondadori, 2013, ISBN 978-88-046-2797-5.

## Adattamenti
- Tom Jones, sceneggiato televisivo di Rai 1 del 1960 (regia di Eros Macchi)
- Tom Jones (film)
- Tom Jones - Una storia d'amore